# Francesco Maria Veracini
Francesco Maria Veracini (Florence, 1 februari 1690 – aldaar, 31 oktober 1768) was een Italiaans componist en violist.

## Levensloop
Veracini kreeg zijn eerste muziek- en vioollessen van zijn grootvader Francesco di Niccolò. Van 1702 tot 1711 was hij in Rome en kreeg hij een opleiding aan de Scuola di Casini, waar hij - vanzelfsprekend - ook Giovanni Maria Casini (1652-1719) als muziekleraar had. Verdere leraren waren Francesco Feroci (1673-1759) en Giovanni Giuseppe Antonio Bernabei (1649-1732). Veracini had een lastig, excentriek en opschepperig karakter. Verder was hij enorm rusteloos en daarom reisde hij half Europa af. In Dresden vond hij betrekkelijke rust, maar ook daar leefde hij in onmin met diverse andere componisten.
In 1711 en 1712 speelde hij in Venetië viool in de Basiliek van San Marco en in de Basilica di Santa Maria Gloriosa dei Frari. In 1711 schreef hij ook een Concert voor viool en strijkers, hobo's en trompetten, dat uitgevoerd werd bij een feest tot de eer van de intronisatie van keizer Karel VI van het Heilige Roomse Rijk in de Basilica di Santa Maria Gloriosa dei Frari. In 1712 zou Giuseppe Tartini diep onder de indruk geweest zijn van Veracini's vioolspel. In de lente van 1712 ging zijn oratorium Il trionfo della innocenza patrocinata da S. NiccoIò in Florence in première.
De volgende jaren trok hij door Europa. In 1714 was hij voor een bepaalde tijd in Londen en voerde soli op de viool uit tijdens de pauzen in het Queen's Theater. In 1715 was hij in dienst van keurvorst Johan Willem van de Palts in Düsseldorf. Hij kwam in 1716 terug naar Venetië. In Venetië schreef hij zes ouvertures en een vioolsonate, die hij opdroeg aan prins Frederik August, de zoon van August II van Polen, bijgenaamd De Sterke. De prins was zelf een uitstekende muziekliefhebber en hij haalde Veracini in 1717 aan het hof in Dresden, waar hij kamermuziek uitvoerde en samen met de prins musiceerde. Verder was Veracini verantwoordelijk voor het aantrekken van Italiaanse zangeressen en zangers voor de opera in Dresden. Tijdens zijn verblijf in Dresden kreeg hij zo'n enorme ruzie met collega componist Johann Georg Pisendel dat hij een zelfmoord poging deed door uit een meters hoog raam te springen. Hij overleefde de val maar had een dusdanige beenkwetsuur dat hij zijn verdere leven mank bleef lopen.
In 1723 was Veracini weer terug in Florence en speelde kerkmuziek en schreef een oratorium. Deze periode tot 1733 was voor hem niet succesvol en hij kreeg de bijnaam "cappo pazzo" (warhoofd). In 1733 ging hij naar Londen en gaf vele concerten in de Opera of the Nobility. Hij schreef ook meerdere opera's, onder andere Adriano in Siria, La Clemenza di Tito en 1738 Rosalinda alsook 1744 het oratorium L'errore di Salomono. Maar ook in Londen was hij niet gelukkig, omdat het muziekleven vooral door de muziek van Georg Friedrich Händel beïnvloed werd.
Terug in Florence werd hij kapelmeester aan verschillende kerken en concentreerde zich volledig op de kerkmuziek. In 1755 werd hij Maestro di cappella aan de San Pancrazio en bleef in die functie tot zijn overlijden. In zijn laatste jaren had hij nog vele optredens als violist en kapelmeester. In 1744 publiceerde hij zijn grootste vioolsonates, de 12 Sonates accademiche, op. 2.

## Composities

### Werken voor orkest
- 1711 Concerto in re maggiore, voor viool en 8 instrumenten
  1. Allegro moderato
  2. Largo
  3. Allegro moderato
- 1716 Overture No. 1 in Bes groot
  1. Largo - Allegro - Largo - Allegro
  2. Gavotte (Allegro)
  3. Menuett
  4. Sarabande
  5. Aire: Allegro
- 1716 Overture No. 2 in F groot
  1. Largo - Allegro - Largo - Allegro
  2. Gavotte
  3. Sarabande
  4. Menuett
  5. Gigue
  6. Menuett
- 1716 Overture No. 3 in Bes groot
  1. Largo - Allegro
  2. Aire (Allegro)
  3. Allegro
  4. Sarabande
  5. Gigue
- 1716 Overture No. 4 in F groot
  1. Largo - Allegro
  2. Gavotte (Allegro)
  3. Appoggiato
  4. Gavotte & Rondeau: Allegro
  5. Gigue
- 1716 Overture No. 5 in Bes groot
  1. Largo - Allegro
  2. Menuet
  3. Gigue
  4. Rigaudon
- 1716 Overture No. 6 in Bes groot
  1. Allegro 03:42
  2. Largo 02:10
  3. Allegro 02:46
  4. Menuett
- 1722 La Liberazione del Popolo ebreo dal naufragio di Faraone
- 1727 L'incoronazione di Davidde
- 1738 Ouvertüre nel Partenio (ouverture tot de opera "Partenio")
- 1739 Piangete al pianto mio
- Aria Schiavona in si b maggiore, voor orkest
- Concerto a cinque in la maggiore, voor viool en orkest
- Concerto a cinque in re maggiore, voor viool en orkest
- 2 Concerti in si minore e in re maggiore
- 6 Concerti
- Concerto per violino concertante, 2 violini, alto et basso

### Missen, oratoria en gewijde muziek
- 1708 Sara in Egitto, oratorium
- 1711 Il Trionfo dell'innocenza patrocinata da San Niccolò, oratorium
- 1711 Missa, ter ere van een nieuwe apostolische nuntius
- 1715 L'Empietà distrutta nella caduta di Gerico, oratorium
- 1715 Mosè al Mar Rosso, oratorium
- 1720 La Caduta del savio nell'idolatria di Salomone oratorium
- 1739 Te Deum, ter ere van de verkiezing van de Florentijnse Paus Clemens XII
- 1744 L'errore di Salomone

### Muziektheater

#### Opera's
| Voltooid in | titel               | aktes | première                                 | libretto                            |
| ----------- | ------------------- | ----- | ---------------------------------------- | ----------------------------------- |
| 1735        | Adriano in Siria    |       | 26 november 1735, Londen, King's Theatre | A. M. Corri, naar Pietro Metastasio |
| 1737        | La Clemenza di Tito |       | 12 april 1737, Londen, King's Theatre    | A. M. Corri, naar Pietro Metastasio |
| 1738        | Partenio            |       | 14 maart 1738, Londen, King's Theatre    | Paolo Antonio Rolli                 |
| 1744        | Roselinda           |       | 31 januari 1744, Londen, King's Theatre  | Paolo Antonio Rolli                 |

### Vocale muziek
- 6 Arie, per soprano
- M'assalgono affanno, aria
- Nice e Tirsi, per soprano e alto
- Parla al ritratto dell'Amante, per soprano e basso
- Ut relevet miserum canone, vocale

### Kamermuziek
- 1716 12 Sonates, voor blokfluit en basso continuo
- 1721 12 Sonates, voor viool en basso continuo, op. 1
- 1744 12 Sonates accademiche, voor viool en basso continuo, op. 2